# Barwenkowo-Losowajaer Operation
Die Barwenkowo-Losowajaer Operation (russisch Барвенково-Лозовская операция) vom 18. bis 31. Januar 1942 war während des Zweiten Weltkrieges ein  Angriffsunternehmen der Roten Armee im Raum südlich von Charkow, welches zur Ausbuchtung eines großen Frontbogens am Don führte. Am 18. Januar begann die sowjetische Süd- und Südwestfront eine Offensive zwischen Balakleja und Slawjansk über den Donez, um in Richtung zum Asowschen Meer durchzubrechen, Ziel war es die deutsche 1. Panzerarmee abzuschneiden. Die Front zwischen den inneren Flügeln der deutschen 6. und 17. Armee brach innerhalb weniger Tage zusammen. Der nördliche auf Krasnograd gerichtete Vorstoß durch die sowjetische 6. Armee (General A. G. Gorodnjanski) konnte von deutschen Alarmverbänden am Oriel-Abschnitt gestoppt werden. Der mittlere auf Dnepropetrowsk gerichtete Vorstoß durch die 57. Armee (General D. I. Rjabyschew) drängte die deutsche 68. und 298. Infanterie-Division bis auf Losowaja zurück. Der südliche vom 5. und 1. Kavalleriekorps vorgetragene Vorstoß auf Stalino, warf den rechten Flügel des deutschen XXXXIV. Armeekorps nach Südosten zurück und bedrohte dann das deutsche Hinterland. Am 24. Januar fiel Barwenkowo und wenige Tage später kam Losowaja in sowjetische Hände. Die Bahnlinien von Charkow nach Süden und von Poltawa nach Slawjansk waren durch den sowjetischen Durchbruch abgeschnitten. Ende Januar konnte die deutsche Wehrmacht jedoch weitere Erfolge der Roten Armee eindämmen und die neuen Abschnitte des nach Westen geschlagenen Frontvorsprunges stabilisieren. Mitte Mai versuchte die Rote Armee die Offensive in der folgenden Schlacht bei Charkow nochmals aufzunehmen, erlitten aber nach Anfangserfolgen eine schwere Niederlage.

## Vorgeschichte
Das sowjetische Kommando hatte im Winter 1942 nach der erfolgreichen Gegenoffensive im Raum Moskau die Möglichkeit, neue Angriffspunkte zu wählen und auch gegen andere Schwachstellen der deutschen Ostfront anzugreifen. Bereits am 19. Dezember 1941 legte Marschall Semjon K. Timoschenko und der Militärrat der Südwestfront der Stawka einen Angriffsplan in Richtung auf Charkow vor.
- Die Truppen der Südwestfront verteidigten die Linie Isjum, Alexandrowski bis nach Woltschansk. Den Oberbefehl hatte Generalleutnant Fjodor Jakowlewitsch Kostenko, Mitglied des Militärrates waren Nikita S. Chruschtschow und Divisionskommissar K. A. Gurow, als Stabschef fungierte Generalmajor P. I. Bodin.
- Die Truppen der Südfront hielten an der Linie Isjum, Nyrkowo bis Sambek. Den Oberbefehl hatte Generalleutnant Rodion J. Malinowski, Mitglied des Kriegsrates war Divisionskommissar I. I. Larin, als Generalstabschef fungierte A. I. Antonow.

Gegenüber der deutschen Heeresgruppe Süd (GFM von Reichenau) gab es mehrere Umstände die für einen erfolgreichen Gegenschlag sprachen: nur etwa 10 deutsche Divisionen verteidigten sich gegenüber der sowjetischen Südwestfront auf einer 370 km breiten Front, aber fast 30 Divisionen, einschließlich aller Panzer- und motorisierten Formationen hielten sich gegenüber der sowjetischen Südfront auf 320 km Front. Somit war die Einsatzdichte der feindlichen Streitkräfte gegenüber der Südfront höher - etwa 11 km pro Division. Eine noch stärkere Truppendichte gab es auf dem 170 km langen Front nur zwischen Artjomowsk und Taganrog, wobei eine Division nur noch 7,5 km Front verteidigte. Die Einsatzdichte der deutschen Streitkräfte gegenüber der Südwestfront betrug im Durchschnitt 37 km pro Division, demzufolge versprach ein sowjetischer Angriff die Chance zu einem operativen Durchbruch, der auch in der Tiefe ausgenutzt werden konnte.

## Angriffsplan
Marschall Timoschenko legte der Stawka einen Angriffsplan vor, den ihm sein Stabschef Generalmajor I. Ch. Baghramjan in Zusammenarbeit mit Chef der operativen Abteilung, Generalmajor L. W. Wetoschnikow, dem Chef der Aufklärung Oberst I. W. Winogradow, dem Chef der Artillerie, Generalleutnant M. A. Parsegow, dem Chef der gepanzerten Truppe Generalmajor W. S. Tamrutschi und dem Chef der Luftstreitkräfte, Generalmajor F. J. Falaejew ausgearbeitet hatte. Der Operationsplan sah vor, mitten im Winter bei eisigen Temperaturen (bis zu −30 Grad) an der Naht der deutschen 6. und 17. Armee zwischen Balakleia und Artjomowsk zu durchbrechen, die Offensive in Richtung auf Saporischschja zu entwickeln und gleichzeitig in das rückwärtige Heeresgebiet der deutschen Gruppierung im Donbass und von Taganrog-Feindgruppe zu kommen, um diese Streitkräfte an die Küste des Asowschen Meeres zu drängen und ihren Rückzug nach Westen abzuschneiden. Gleichzeitig sollte der linken Flügel der Südwestfront die Operation in Richtung Krasnograd unterstützen, mit der späteren Aussicht auch Charkow zurückzuerobern. Die deutsche Besatzung im Donbass-Gebiet sollte nach Westen zurückgeworfen und der Unterlauf des Dnjepr erreicht werden, um die deutschen Streitkräfte am Mius-Abschnitt einzukreisen, die im Herbst 1941 Rostow am Don bedroht hatten.
Die geplante Rückeroberung von Dnjepropetrowsk und Saporischschja hätte die wichtigen Eisenbahnlinien zur Versorgung der Regionen Stalino, Melitopol und auf die Krim zurück in sowjetische Hände gebracht. Die deutschen Truppen wären dann auch gezwungen, die Krim und die südliche Dnjepr-Region aufzugeben, da die Versorgung mit der Frühlingsflut des Dnjepr zu schwierig wäre. Für die geplante Frühjahrskampagne wären für die Südfront die Voraussetzungen geschaffen, die Regionen Kirowograd, Kriwoi Rog und Nikolajew zu befreien.
Die an der Operation beteiligte Streitmacht umfasste die 6. Armee der Südwestfront (6 Schützendivisionen, 3 Kavalleriedivisionen, 3 Panzerbrigaden), sowie die 57., 37., und 9. Armee der Südfront (15 Schützendivisionen, 4 Schützenbrigaden, 9 Panzerbrigaden, 8 Kavalleriedivisionen, 19 Artillerie-Regimenter (RGK)). Die für den Hauptschlag vorgesehene 6. Armee der Südwestfront und die 57. und 37. Armee der Südfront zählten insgesamt 18 Schützendivisionen, 10 Kavalleriedivisionen, 10 Panzerbrigaden und 14 Artillerie-Regimenter. Der Beginn der Offensive beider Fronten wurde für den 12. Januar festgelegt, aber erst 1 Woche später durchgeführt. Allein bei der Südfront sollten 8 Kavalleriedivisionen (30., 38., 66., 35., 56., 58., 60. und 79.) eingesetzt werden, die zusammen etwa 21.000 Mann und 296 Geschütze zählten. Die Kavalleriedivisionen waren aber in ihrer Schlagkraft den unabhängigen mechanisierten Panzerformationen noch immer deutlich unterlegen. Die Artillerie-Dichte und die Unterstützung der vorrückenden Truppen durch Panzer blieb aber unzureichend. Die 6. Armee war vom 5. bis 12. Januar neu organisiert worden, der Frontstreifen verringerte sich bei 6 Schützendivisionen auf 55 km. In den Durchbruchsabschnitten wurde aber eine Dichte von etwa 11 Geschützen mittleren und großen Kalibers und bis zu 7 Panzern auf 1 Frontkilometer geschaffen.
Die Streitmacht der 6. Armee betrug 38.300 Mann, 22. Panzer, 531 Geschütze und Mörser, nur 111 Kanonen hatten ein höheres Kaliber als 105 mm. Der linke Nachbar, war die im Herbst 1941 im Raum Stalingrad neu formierte 57. Armee, zählte 74.200 Mann, 46 Panzer mit 702 Kanonen und Mörser. Die 37. und 9. Armee hatten nur 30.800 bzw. 29.000 Soldaten im Verband. Die Südfront sollte mit der 57. und 37. Armee an der Linie Isjum - Nyrkowo (30 km südlich von Lissitschansk) die Verteidigung des deutschen LII. und XI. Armeekorps durchbrechen und dann mit zwei Stoßrichtungen weiter vorgehen. Die 57. Armee hatte über Barwenkovo nach Pawlograd in Richtung zum Dnjepr und die 37. Armee über Krasnoarmeiskoje nach Bolschoi Tokmak vorzurücken. Nach dem Durchbruch sollten zwei Kavalleriekorps (1. und 5.) an der Naht zwischen diesen Armeen und im Abschnitt der 9. Armee eingeführt wurden, die als Reserve am linken Flügel der Front in die Region Swatowe bereitstanden. Die Aufgabe der Kavallerie der 6. Armee bestand darin, in Richtung Saporischschja vorzustoßen und jene der Reiterei der 57. und 9. Armee, den Fluss Dnjepr zu erreichen und die Übergänge bei Dnjepropetrowsk und Saporischschja zu sichern. Ein Ablenkungsangriff in Richtung Dserschinsk zur Unterstützung der Aktionen der südlichen Angriffsgruppe sollte von der 12. Armee (Generalmajor K. A. Korotejew) durchgeführt werden. Die Reserven der Südfront sollte das neu besetzte Gebiet verteidigen.
Rote Armee: Teile der Südwest- und Südfront

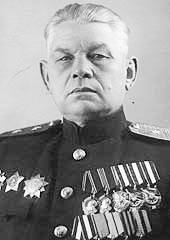
Dmitri Iwanowitsch Rjabyschew

38. Armee, Generalmajor A. G. Maslow
- 124., 199., 226., 277., 300., 304. und 343. Schützendivision

6. Armee, Generalleutnant Awksenti Gorodnjanski
- 253., 270., 337., 343., 393. und 411. Schützendivision, 7. Panzerbrigade
- 6. Kavalleriekorps, Generalmajor A. F. Bytschkowski mit 26., 28., 49. Kavallerie-Division und 5. Garde-Panzerbrigade

57. Armee, Generalleutnant D. I. Rjabyschew
- 255., 333., 335., 341., 349., und 351. Schützen-Division
- 6., 12. und 130. Panzerbrigade
- 5. Kavalleriekorps, Generalmajor A. A. Gretschko mit 34., 60. und 79. Kavallerie-Division sowie 132. Panzerbrigade
- 1. Kavalleriekorps, Generalmajor F. A. Parchomenko mit 35., 36. und 68. Kavallerie-Division sowie 15. Panzerbrigade

37. Armee, Generalleutnant Anton I. Lopatin
- 96. (ab 21. Januar 14. Garde-), 99., 150. und 216. Schützendivision
- 30. Kavallerie-Division
- 3. und 142. Panzerbrigade

9. Armee, Generalmajor Fjodor Charitonow
- 51., 275., 317., 253. und 295. Schützen-Division
- 11. und 78. Schützen-Brigade
- 38. und 66. Kavalleriedivision

### Deutsche Verteidigung
Am 5. Januar 1942 war General Friedrich Paulus unter gleichzeitiger Beförderung zum General der Panzertruppe zum Oberbefehlshaber der deutschen 6. Armee ernannt worden. Am 17. Januar starb Feldmarschall von Reichenau an einem Herzinfarkt und Generalfeldmarschall von Bock, der erst am 19. Januar im Hauptquartier der Heeresgruppe Süd eintraf, wurde sein Nachfolger. Generaloberst Hermann Hoth hatte seit 5. Oktober 1941 den Oberbefehl über die 17. Armee.
Heeresgruppe Süd
6. Armee, Generaloberst Paulus

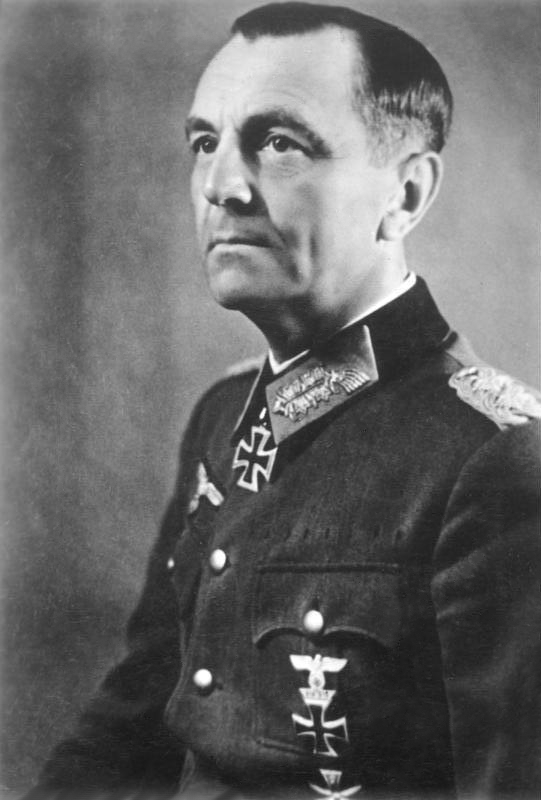
Friedrich Paulus

XVII. Armeekorps, General der Infanterie Werner Kienitz
- 294. Infanterie-Division
- 79. Infanterie-Division
- 71. Infanterie-Division

LI. Armeekorps, General der Infanterie Hans Wolfgang Reinhard
- 297. Infanterie-Division
- 44. Infanterie-Division
- 62. Infanterie-Division

Reserve: 73. und 88. Infanterie-Division, rumänische 1. Infanteriedivision, 454. Sicherungsdivision
17. Armee, Generaloberst Hoth

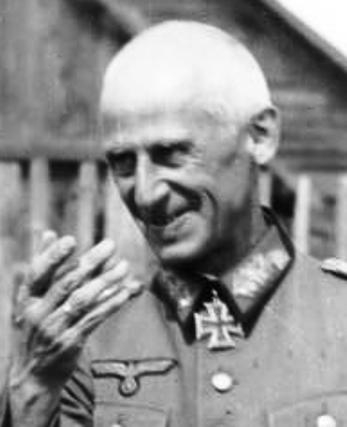
Hermann Hoth

XXXXIV. Armeekorps, Generalleutnant Otto Stapf
- 298. Infanterie-Division
- 295. Infanterie-Division
- 257. Infanterie-Division
- 68. Infanterie-Division

IV. Armeekorps, General der Infanterie Schwedler
- 76. Infanterie-Division
- 94. Infanterie-Division
- 9. Infanterie-Division

LII. Armeekorps, General der Infanterie Eugen Ott
- 111. Infanterie-Division
- 97. leichte Infanterie-Division

Armeegruppe von Kleist (Ende Januar aufgestellt)
XI. Armeekorps, General der Infanterie Joachim von Kortzfleisch
- 113. Infanteriedivision
- 298. Infanteriedivision
- 444. Sicherungs-Division
- Rumänische 5. und 6. Kavallerie-Brigade

XIV. Armeekorps (mot.), General der Infanterie Gustav von Wietersheim
- 16. Panzer-Division
- 100. leichte Infanterie-Division
- 60. Infanterie-Division (mot.)

III. Armeekorps (mot.), General der Kavallerie Eberhard von Mackensen
- 14. Panzer-Division
- 13. Panzer-Division

## Verlauf

### Phase vom 18. bis 23. Januar
Die sowjetische Offensive begann am Morgen des 18. Januar: die Streitkräfte der 6. Armee und das 6. Kavalleriekorps (mit der 5. Gardepanzer-Brigade an der Spitze) griffen nach Westen in Richtung auf Krasnograd an, um die gleichzeitig geführte Stoßgruppe der Südfront vom Nordwesten her zu unterstützen. Gleichzeitig wurde der Oberbefehlshaber der 6. Armee, Generalmajor Gorodnjanski beauftragt, im Falle des Erfolges mit seinem rechten Flügel (253., 337. und 411. Schützendivision) in Zusammenarbeit mit der 38. Armee über Balakleja einen Zangenangriff auf Charkow zu versuchen. Der 6. Armee lag auf ihrer 55 Kilometer breiten Front die deutsche 44. und 295. Infanterie-Division (Generalmajor Karl Gümbel) und der 57. und 37. Armee auf 115 Kilometer Front die deutsche 298., 68. und 257. Infanterie-Division des XXXXIV. Armeekorps gegenüber. In der Angriffszone der 6. Armee wurde die Stadt Balakleja bald zum Zentrum des deutschen Widerstands. Die 253. Schützendivision (Oberst A. A. Neborak) führte am rechten Flügel der 6. Armee einen Vorstoß gegen die Östlichen Zugänge von Balakleja. Die 411. Schützendivision (Oberst Michail A. Pessotschin), die zusammen mit der 7. Panzerbrigade vorrückte, brach bei Tschepel durch und erreichte die Orte Kopanki und Wolwenkowo, dieser Erfolg wurde von den Nachbarn an beiden Flanken - der 337. (Oberst S. M. Buschew) und 393. Schützendivision (Oberst Iwan D. Sinowjew) für das eigene Vorwärtskommen genutzt.
Zu Beginn der Operation achtete das Oberkommando der Südwestfront nicht auf die Ausweitung an der Durchbruchzone, sondern forcierte sich ganz auf das Vorrücken in der Tiefe. Der Befehlshaber der Südfront, Rodion Malinowski bildete mit seinen wenigen Panzerbrigaden keine schlagkräftige mobile Gruppe, sondern ließ die Brigaden zur direkten Unterstützung der Infanteriedivisionen einsetzen. Verstärkt mit Panzern rückten gleichzeitig die Divisionen der 57. Armee zügig beidseitig Isjum über den Donez vor. Die 351. Schützendivision (Oberst N. U. Gurski) konnte zusammen mit der 130. Panzerbrigade bis zum 21. Januar 22 km vorrücken. Die 341. Schützendivision (Oberst A. I. Schagin), die zusammen mit der 6. Panzerbrigade am rechten Flügel der 57. Armee operierte, konnte in vier Tagen 20 km tief in die deutsche Front einbrechen. Einheiten der 6. Panzerbrigade (Oberst A. I. Gorschkow) umgingen das Dorf Kamenka von Nordwesten und rückten auf die Linie Burchanowo-Topalski vor. Die Breite des Durchbruchs der 6. und 57. Armee war auf 75 Kilometer konzentriert. Die Formationen am linken Flanke der 57. Armee – die 255. Schützendivision (Oberst Iwan T. Samertzew) und die 12. Panzerbrigade konnten nur langsam an Boden gewinnen. Die deutsche 88. Infanteriedivision (General Friedrich Gollwitzer) und die rumänische 1. Division wurden als Verstärkung an die Gefahrenherde herangeführt.
Während die Offensive der 6. und 57. Armee die Front des XXXXIV. A.K. (Generalleutnant Otto Stapf) an mehreren Stellen überrennen konnte, geriet der Angriff der 37. Armee an der linken Flanke schnell ins Stocken. Deren Truppen stießen vor der Stadt Slawjansk auf starken Widerstand und konnte im östlichen Vorfeld der Stadt in die deutschen Verteidigungsanlagen eindringen. Die deutsche 257. Infanteriedivision (Generalleutnant Sachs), die von den Truppen des linken Flügels der 57. Armee zurückgeworfen worden war, wurde zu Gegenangriffen in die Region Slawjansk verlegt. Diese Stadt wurde zu einer wichtigen Hochburg der deutschen Verteidigung, deren Besitz es ermöglichte, die durch die Stadt verlaufende Eisenbahn- und Autobahnlinie zu kontrollieren. Der deutschen Verteidigung gelang es, zwei wichtige Nachrichtverbindungen zu erhalten, dem sowjetischen Kommando standen für den Nachschub zunächst daher nur die eroberte Strecke durch Isjum zur Verfügung. Die sowjetische 12. und 38. Armee, welche die Operation an beiden Flanken mit Hilfsangriffen unterstützten, erzielten weder Einbrüche noch Geländegewinne.
Der linke Flügel der 37. Armee versuchte vergeblich über Dranowka und Iwanodarjewka auf Druschowka durchzubrechen, das planmäßige Ziel – zusammen mit der auf Artjomowsk angesetzten 12. Armee (General K. A. Korotejew) die deutsche Korpsgruppe Schwedler (IV. A. K.) zu schlagen gelang schon an den ersten Angriffstagen nicht.
Die deutsche 113. Infanteriedivision (Generalleutnant Friedrich Zickwolff), welche auf der Krim kämpfte, musste eiligst herangeholt werden, um die sowjetische Offensive aufzuhalten. Die 100. leichte Infanteriedivision wurde aus der ersten Linie des XIV. Armeekorps (mot.) zurückgezogen und bereitete sich auf den Transfer in das Gebiet Krasnoarmeisk vor. Auch die 73. Infanterie-Division (General Rudolf von Bünau) wurde aus der Reserve der 1. Panzerarmee in die Krisenzone dirigiert.
Gorodnjanskis 6. Armee kämpfte weiter um den Besitz von Balakleja. Der Angriff der 253. Schützendivision unterstützt durch die 13. Panzerbrigade auf Balakleja brachte keinen Erfolg. Nur die 393. und 270. Schützendivision rückten nach Westen vor, wodurch die Eisenbahnstrecke Charkow-Losowaja bald unterbrochen wurde. Die 337. Schützendivision wurde mit der 7. Panzerbrigade (Oberst L. A. Jurtschenko) verstärkt, die zuvor mit der 411. Schützendivision (Oberst Pessotschin) operierte und vergeblich versuchte, den deutschen Widerstand in Balakleja aus südlicher Richtung zu brechen. Bereits am 20. Januar waren günstige Bedingungen zum Einführen der mobilen Gruppe (1. und 5. Kavalleriekorps) in der Zone der 57. Armee geschaffen. Die beiden Korps sollten nach Süden und Südosten vordringen und die Kommunikation der deutschen Donbass-Gruppe unterbrechen. Schon am Vormittag des 21. Januar kam das sowjetische 1. Kavalleriekorps zügig voran und erreichte am Abend das Gebiet von Dolgenkaja. Die 255. Schützendivision stürmte bis zum Abend dieses Tages die Orte Bobrow, Dubrowka und Morossowka.
Die Hauptstoßkräfte der 6. Armee hatten den Abschnitt Schewelewka-Losowenka erreicht.
Das 6. Kavalleriekorps (26., 28. und 49. K.D.) unter General A. F. Bytschkowski wurde mit der 5. Garde-Panzerbrigade zum Nachstoßen in Richtung Alexejewskoje in die Schlacht eingeführt.
Der aus dem Raum von Krasny Liman über den Donez auf Slawjansk vorgetragene Angriff der 57. Armee mit der 333. und 335. Schützendivision (Oberstleutnant P. M. Wolossatych) lief schon am Anfang der Offensive im Raum Bogoroditschny fest. Die 333. Schützendivision (Oberst I. M. Afonin) brach bis in die Außenbezirke von Majakow und Rajgorodok durch, konnte diese Siedlungen jedoch nicht erobern. Die 96. Schützendivision (Generalmajor I. M. Schepetow) konnte aber mit Unterstützung der 3. Panzerbrigade bis zum 21. Januar den Widerstand
der deutschen 257. Division bei Nowo-Alexandrowka brechen und diesen Ort nehmen.
Nachdem die Ergebnisse der ersten beiden Tage der sowjetischen Offensive am 21. Januar zusammengefasst worden waren, wurde beschlossen, am folgenden Tag auch das 1. und 5. Kavalleriekorps in der Durchbruchzone der 57. Armee einzuführen.
Der linke Flügel der 6. Armee - die 393. und die 270. Schützendivision (Oberst S. J. Kutlin) hatten die deutsche 298. Infanteriedivision verfolgt, den Ort Protopopowka gestürmt und am 20. Januar nach der Einnahme der Arbeitersiedlung Krasny Schachtjor die Linie Petrowskaja -Gruschewacha erreicht. Der rechte Flügel der 57. Armee hatte parallel dazu bis 21. Januar mit der 341. Schützendivision (Oberst A. I. Schagin) Welikaja Kamyschewacha erreicht. Zur selben Zeit war die 351. Schützendivision, verstärkt durch die 130. Panzerbrigade auf die Linie Nowo-Kamyschewacha-Basalejewka vorgestoßen.
Am Nachmittag des 22. Januar begannen sich die bisher engen Verbindungen der 6. und 57. Armee, die zuvor auf parallelen Angriffskeilen vorgerückt waren, zu lockern. Dazwischen konnten sich deutsche Kampfgruppen erfolgreich etablieren. Die 57. Armee begann sich nach Südosten zu wenden und überquerte die Eisenbahnlinie Losowaja-Barwenkowo-Slawjansk. Der größte Teil der Armee steckte aber im Raum westlich von Barwenkowo fest. Die 341. Schützendivision und die 6. Panzerbrigade, welche die sich zurückziehende deutsche 298. Infanteriedivision verfolgten, kämpften 20 Kilometer nordwestlich von Barwenkowo. Die 351. Schützendivision umging Barwenkowo von Norden und schnitt die Eisenbahnlinie Losowaja-Barwenkowo westlich davon ab.
Währenddessen konzentrierte sich das 5. Kavalleriekorps (34., 60. und 79. Kavalleriedivision und 132. Panzerbrigade) auf der Linie Dmitrijewka-Braschowka und trat am Morgen des 23. Januar in die Durchbruchszone ein, um an der Linie Malaja Kamyschewacha - tiefer in den Rücken der deutschen Verteidigung gelangen, die sich noch immer erfolgreich gegenüber der sowjetischen 37. und 12. Armee hielt. Marschall Timoschenko befahl dem Kommandeur der Südfront, die 351. Schützendivision und die 130. Panzerbrigade (Oberst J. G. Puschkin) dem 5. Kavalleriekorps von General Gretschko zu unterstellen. Die zweite mobile Einheit der Front, das 1. Kavalleriekorps (Generalmajor F. A. Parchomenko mit 35., 36. und 68. Kavalleriedivision sowie 15. Panzerbrigade), sollte die Truppen der 57. Armee über den Sewerski Donez vorrücken und über Krasnopole in allgemeiner Richtung Südost nach Dolgenkaja-Wassiljewka vorrücken.

### Phase vom 23. bis 27. Januar
Am 23. Januar wandten sich die Truppen der 57. Armee nach Südwesten und führte zusammen mit dem 5. Kavalleriekorps den Angriff auf Barwenkowo. Auch die bisherige Reserve des Armeekommandanten, die 349. Schützendivision (Oberst F. W. Brailjan), wurden in die Schlacht geworfen.
Östlich vom 5. Kavalleriekorps (verstärkt mit der 351. Schützendivision und 132. Panzerbrigade) brach das 1. Kavalleriekorps (verstärkt mit der 255. Schützendivision) westlich von Dolgenkaja in Richtung Ocheretino in südlicher Richtung durch. Das 5. Kavalleriekorps startete den Angriff gegen Barwenkowo, die 79. Kavalleriedivision (Oberst W. S. Golowski) gegen den Nordwestrand der Stadt, die 34. K.D. (Oberst A. N. Inauri) griff vom Norden gegen das Zentrum an und die 60. K.D. (Oberst G. N. Perekrestow) griff am Nordostrand an. Barwenkowo fiel bis zum Abend des 23. Januar, nachdem von Westen her der Angriff der 351. Schützendivision (Oberst N. U. Gurski) über die Linie Danilowka-Blagodatnoje wirksam wurde. Es waren dadurch günstige Bedingungen geschaffen, um die deutsche Gruppierung im Raum Slawjansk von Westen her zu umgehen.
Zur Eroberung der von den deutschen Truppen stark befestigten Stellungen bei Slawjansk führte die 335. Schützendivision (Oberstleutnant P. M. Wolossatych) bisher erfolglose Angriffe mit Front nach Süden. Die 12. Panzerbrigade (die anfangs zusammen mit der 255. Schützendivision operiert hatte) wurde zur Verstärkung gesandt, blieb aber beim Anmarsch ohne Treibstoff liegen. Das 1. Kavalleriekorps hatte Befehl zusammen mit der 255. Schützendivision die Linie Konstantinowka - Druschkowka bis zum 28. Januar zu erreichen, wurde jedoch von der deutschen 257. Infanteriedivision zwischen Jawlenskaja und Lawrowka gestoppt. Der tiefste Vorstoß während der sowjetischen Offensive nach Süden wurde im Raum Grischino vom sowjetischen 5. Kavalleriekorps geschaffen, welches am 23. Januar Barwenkowo besetzt hatte und bereits zum Samara-Fluss und darüber vorrückte. Währenddessen kämpfte das 1. Kavalleriekorps an der Eisenbahnlinie Slawjansk-Krasny Liman und war am Abend des 22. Januar bei Dolgenkaja durchgebrochen. Die 68. K.D. (Oberst N. A. Kiritschenko) hatte über Bobrow vorgehend Dubrowka erreicht, dahinter folgte die 15. Panzerbrigade (Oberst M. W. Kolossow) als zweite Staffel nach. Die 56. K.D. (Generalmajor L. D. Iljin) befand sich im Kampf um Kurulka, dahinter folgte die 35. K.D. (Oberst S. F. Skljarow).
Am 24. Januar stand die sowjetische 6. Armee am Abschnitt Chutor Pagornyje-Miroljubowka-Roschdstwenskoje ohne auf organisierte deutsche Gegenwehr zu stoßen. Marschall Timoschenko berichtete dem Hauptquartier über seine Absicht, den Angriff auf Charkow aus dem Süden fortzusetzen, für den er zusätzliche Streitkräfte forderte. Die in Reserve stehende sowjetische 9. Armee wurde auf seinem Befehl der Südfront unterstellt und hatte sich an der 30 Kilometer breiten Linie Dubrowka-Brussowka zu etablieren und im Zusammenwirken mit der 37. Armee die Offensive in Richtung Tscherkasskaja-Lawrowka zu erneuern.
Um den Vormarsch zur Eisenbahnlinie Pawlograd - Krasnoarmeiskoje zu beschleunigen und die verlorene Verbindung mit der 57. Armee wiederherzustellen, warf Gretschko die 79. Kavalleriedivision in die Schlacht. Für den 25. Januar hatte die 57. Armee den Befehl erhalten, in das Gebiet von Bogdanowka einzudringen, um das Manöver der Hauptstreitkräfte des 5. Kavalleriekorps (General A. A. Gretschko) aus dem Südwesten sicherzustellen.
Am Morgen des 25. Januar erhielt die 270. Schützendivision, die gerade das Dorf Krasnopawlowka befreit hatte, die Aufgabe, die Stadt Losowaja zu erstürmen. Um 14:00 Uhr überquerte die 34. Kavalleriedivision (Oberst A. N. Inauri) den Samara-Fluss in der Nähe von Alexsandrowka, Blagodati, wo am Tag vor der 4. Garde-Panzerbrigade (vorher 132. Panzerbrigade) die Autobahn Kramatorsk-Petropawlovka unterbrochen wurde. Die Avantgarde der 60. Kavalleriedivision (Oberst Perekrestow) scheiterte am schnellen Überquerung der Samara, aufgrund des deutschen Widerstands im Raum Nowo-Andrejeka und Novo-Besabotowka, worauf die Reiter begannen, den Gegner von Osten her zu umgehen. Die Kämpfe an beiden Ufern des Flusses Samara wurde zur Bewährung des 5. Kavalleriekorps. Einheiten der 34. und 60. Kavalleriedivision erhöhten den Druck auf das Zentrum von Dobropolje; die 34. Division eroberte Nowo-Grischino. Teile der 60. Kavalleriedivision begannen am nördlichen Stadtrand von Marjewka und in der Gegend von Swjatogorowka anzugreifen, die 79. Kavalleriedivision (Oberst Golowski) umging Dobropolje im Süden. Die Kämpfe tobten nordöstlich von Slawjansk bei Kamenka am nördlichen Stadtrand von Sergejewka, Grischino und östlich von Krasnojarsk beim Weiler von Schewtschenko. So rang die Kavallerie zusammen mit der Infanterie der 57. Armee darum, die Hauptstraße nach Sergejewka in die Hand zu bekommen.
Die Divisionen des 1. Kavalleriekorps griffen am 26. und 27. Januar wiederholt die deutsche Verteidigung auf der Linie Schawrovo-Jawlenskoje an, blieb jedoch erfolglos. Am 26. Januar steckte die Stawka das weitere Ziel der Offensive: die deutsche Kommunikation im Gebiet Slawjansk - Tschistjakowo sei zu unterbrechen und das Westufer des Dnjepr zu erreichen. Zu diesem Zweck wurden weitere Reserven bereitgestellt: 300 Panzer und 4 Schützenbrigaden.
Dem 6. Kavalleriekorps war am nördlichen Abschnitt der Durchbruch gelungen, allerdings blieb das Dorf Alexejewka am Fluss Orjel südlich von Charkow vier Tage lang inaktiv, was Gegenstand des Verfahrens des Frontkommandos war. Der unentschlossene Führer des Kavalleriekorps Generalmajor Bytschkowski, wurde von seinem Posten entfernt und durch K. S. Moskalenko abgelöst.
Am Morgen des 26. Januar unterstützte die 351. Schützendivision das 5. Kavalleriekorps bei der Überquerung des Flusses Samara. Unter dem Druck der 60. Kavalleriedivision wurden die deutschen Truppen aus dem Bollwerk Nowo-Andrejewka vertrieben und begann sich in Richtung Stepanowka zurückzuziehen. An der Samara waren Teile der abgezweigte Teile der deutschen 94. und 125. Infanteriedivision eingetroffen. Nachdem dieser Widerstand überwunden war und sich auch die 68. Infanteriedivision aus Barwenkowo zurückgezogen hatte, stürmten die Reiter der 34. und 60. Kavallerie-Division weiter nach Stepanowka. Die deutsche 100. leichte Infanteriedivision traf ein, überquerte den Samara-Abschnitt und versuchte sich in Alexandrowka festzusetzen. Sie wurde dann selbst von den gepanzerten Truppen des 5. Kavalleriekorps in der Gegend von Stepanowka angegriffen und musste sich zurückziehen. Bis zum Abend des 26. Januar hatten sich Einheiten des 5. Kavalleriekorps an der Linie Marjanka - Stepanowka entfaltet. Die Kämpfe in der Gegend von Alexandrowka, Schestakowka und Iwerski gingen weiter: Die noch intakten deutschen Abteilungen versuchten die 4. Garde-Panzerbrigade zu vertreiben, Teile der 130. Panzerbrigade rückten hinter der 34. Kavalleriedivision in Richtung Sergejewka nach. Die Streitkräfte der 6. Armee und das 6. Kavalleriekorps schnitten die Autobahn Charkow-Losowaja ab und konnten im Kampf mit der deutschen 68. Infanterie-Division schließlich auch Losowaja - den wichtiges Eisenbahnknotenpunkt in Richtung auf Pawlograd in die Hand bekommen.
Der Kommandeur der Südfront, General Malinowski unterstellte dem 1. Kavalleriekorps die 255. Infanteriedivision (I. T. Samertzew), um den hartnäckigen Widerstand der deutschen 257. Infanteriedivision am Fluss Samara zu brechen und in Richtung Konstantinowska vorzustoßen. Teile der 255. Schützen-, 56. und 68. Kavalleriedivision starteten eine Offensive gegen Ocheretino, Nowo-Wodjanoje, um die Verbindung mit dem rechts vorgehenden 5. Kavalleriekorps zu halten. Das 1. Kavalleriekorps befreite Nekremennoje am 26. Januar in Zusammenarbeit mit der 255. Schützendivision und der 15. Panzerbrigade.

### Phase vom 27. bis 30. Januar
Ein Wendepunkt der Operation stellte sich für die Rote Armee am 27. Januar ein. Einheiten der sowjetischen 6. Armee und des 6. Kavalleriekorps unterbrachen die Eisenbahnlinie Charkow-Losowaja und erreichten die Linie des Flusses Orjel. Weil aber ein bedeutender Teil am rechten Flügel noch in Stellungskämpfen im Raum Balakleja verwickelt war, stoppte der über die Bereka auf Werchne Bischkin gerichtete Vormarsch in Richtung auf Charkow.
Inzwischen hatten die vorderen Abteilungen der 411. und 393. Schützendivision den Fluss Orjel erreicht. Zu diesem Zeitpunkt kämpften die 351. Schützendivision (Oberst Gurski) und die 130. Panzerbrigade an der Linie Seleny, Sofjeka. Am frühen Morgen des 27. Januar überquerte die 34. Kavalleriedivision den Fluss Buk, warf ein Bataillon der deutschen 101. leichten Infanteriedivision zurück und eroberte das Dorf Swjatogorowka. Den Rest des Tages ruhten sich die Reiter der 34. Kavalleriedivision aus und versorgten ihre Pferde. Die 60. Kavalleriedivision überquerte ebenfalls den Buk-Abschnitt und betrat das Vorfeld von Krasnoarmeisk, wo auch das 1. Kavalleriekorps operierte. So griff die 68. Kavalleriedivision (Oberst N. A. Kiritschenko) die 100. leichte Infanteriedivision des Feindes an, welche an der Linie Jawlenskaja, Schawrowo verteidigte und in den westlichen Teil von Jawlenskaja eindrang. Teile der 56. Kavalleriedivision (Oberst L. D. Iljin) eroberten die Siedlungen Jelisawetowka, Fidlerowo und Schawrovo und eilten nach Jakowlewka, Michailowka, wo sie von deutschen Truppen gestoppt wurden. Die Kämpfe der Reiterei wurden ohne Artillerie geführt und führten zu schweren Materialverlusten.
Das Festlaufen des linken Flügels der 57. Armee nach Südwesten zwang die 6. Armee, die Offensivfront nach Südwesten zu erweitern, in deren Zone der große Eisenbahnknotenpunkt von Losowaja fiel. Die Truppen 57. Armee stießen den Raum 25 bis 30 km westlich und südwestlich von Barwenkowo vor und erreichte das Vorfeld von Losowaja, dieser wichtige Verkehrsknotenpunkt wurde an diesem Tag durch die 270. Schützendivision eingenommen, dabei wurden etwa 7000 Kriegsgefangene aus den Gefangenenlagern befreit. Die Kämpfe in diesem Abschnitt nahmen einen langwierigen Charakter an, welcher in den Stellungskrieg überging. Im Zusammenhang mit der Gefahr eines Durchbruchs sowjetischer Truppen von Losowaja nach Pawlograd verlegte das Hauptquartier der deutschen 17. Armee von Pawlograd nach Krasnoarmeiskoje, wo sich jetzt die deutsche Truppenmacht konzentrierte.
Der 28. Januar erwies sich für die Rote Armee wieder als angespannt: Die Einheiten der sowjetischen 57. Armee kämpften in Richtung Petropawlowsk, hier verlief der Hauptversorgungsweg der deutschen Donbass-Gruppe - die Autobahn- und Eisenbahnlinie Pawlograd-Krasnoarmeiskoje. Um den Vormarsch an diesen Verkehrsweg zu beschleunigen und die verlorene Verbindung mit der 57. Armee wieder herzustellen, warf das Kommando des 5. Kavalleriekorps die 79. Kavalleriedivision in die Schlacht. Einheiten der 34. und 60. Kavalleriedivision erhöhten den Druck auf das regionale Zentrum von Dobropolje, die 34. Kavallerie-Division drang in Nowo-Grischino ein. Teile der 60. Kavalleriedivision begannen Angriffe am nördlichen Stadtrand von Marjewka und in der Gegend von Swjatogorowka und die 79. Kavalleriedivision umging Dobropolje im Süden. Heftige Kämpfe entfachten sich nordöstlich von Slawjanka in Kamenka am nördlichen Stadtrand von Sergejewka und bei Grischino östlich von Krasnojarsk im Bereich der Farm Schewtschenko.
Die 57. Armee stieß 28. bis 29. Januar nach Südwesten, eroberte Petropawlowka, eine Siedlung an der einzigen Versorgungslinie zu den deutschen Truppen im Donbass. Das 1. Kavalleriekorps führte am 28. und 29. Januar hartnäckige Kämpfe mit den sich nähernden Einheiten der deutschen 100. leichten Infanteriedivision an der Dörferlinie Iwlewskoje und Michailowka.
Angesichts des hartnäckigen Widerstands des Feindes in der Gegend von Slawjansk und Artemowsk beschloss der Befehlshaber der Südfront sich der dort hartnäckig deutschen Gruppierung zu entledigen. Dementsprechend sollte am Abend des 29. Januar die Reserve der 9. Armee ihre Angriffspositionen nördlich von Slawjansk einnehmen und die deutsche Gruppierung im Gebiet von Slawjansk und Kramatorsk aus dem Westen umgehen und sie in Zusammenarbeit mit der 37. Armee umfassen. Gleichzeitig war eine Nebenoffensive der Truppen der 12. und 18. Armee vorgesehen.
Anfänglich bestand die sowjetische 9. Armee (Generalleutnant Fjodor Charitonow) aus der 51. und 317. Schützendivision, der 11., 78. Schützenbrigade, dem 23. Schützenregiment und der 38. und 66. Kavalleriedivision. Nach dem Einführen in die Schlachten umfasste die Armee auch das 1. und 5. Kavalleriekorps, bestehend aus der 35., 56., 58., 60. und 79. Kavalleriedivisionen, dem 73. Kavallerieregiment sowie der 15. und 132. Panzerbrigade und zählte etwa 41.000 Mann, 44 Panzer, 500 Kanonen und Mörsern, sowie 246 schwere und 1159 leichte Maschinengewehre. Von der 57. Armee wurden zur Verstärkung der 9. Armee die 335. und 333. Schützendivision, die 12. Panzerbrigade und eine Reihe von Artillerie- und Panzerabwehreinheiten übertragen. Die 57. Armee bekam den Befehl den rechten Frontflügel nach Südwesten abzusichern. Ursprünglich aus dem 60. Panzerbataillon und mehreren Alarmeinheiten geschaffen, gelang es der deutschen Stoßgruppe Kohlermann Petropawlowka zurückzuerobern und die Verbindungswege zu den deutscher Truppen im Donbass wiederherzustellen. Das sowjetische 5. Kavalleriekorps wollte das Gebiet von Krasnoarmeisk zu besetzen und das 1. Kavalleriekorps versuchte wieder in Richtung Konstantinowka (35 km südlich von Slawjansk) vorzurücken. Der Abzug zweier Divisionen und einer Panzerbrigade für die 9. Armee bestimmte am 29. Januar für die 57. Armee das Ende ihrer aktiven Operationen. Die Armee besetzte die Stellungsfront gegenüber dem neu etablierten deutschen XI. Armeekorps mit der 100. leichte Infanteriedivision südlich von Barwenkowo.
Am 31. Januar endete die sowjetische Barwenkovo-Losowajaer Operation, der Tag gilt in der sowjetischen Kriegsgeschichte als der letzte Tag der Offensive. Die Angriffe wurde aufgrund der Erschöpfung der angreifenden Streitkräfte und des Mangels an notwendiger Logistik beendet. Zum Beispiel lag die 4. Garde-Panzerbrigade wegen Treibstoffmangels am 31. Januar vollständig fest. Die sowjetischen Truppen hatte das bei Angriffsbeginn gesteckte Ziel nicht erreicht, waren aber an einer 100 km breiten zwischen 90 und 110 km in westlicher und südwestlicher Richtung vorgerückt und schufen zwischen Balakleia und Slawjansk einen großen Vorsprung der bis nach Losowaja reichte.
Die 37. Armee konnte kurzfristig 4 km tief in die deutsche Verteidigung einbrechen. Gleichzeitig führte das Kavalleriekorps Gretschkos und die 57. Armee führten mobile Kampfhandlungen gegen Mackensens Gruppe durch, die nördlich von Krasnoarmeiskoje vorrückte. Die Übertragung der Bemühungen der Truppen der Südwest- und Südfront auf die Flanken, nach Balakleia und Slawjansk führte dazu, dass die Entwicklung der Operation praktisch zum Erliegen kam. Die Versuche, die deutsche Verteidigung in Slawjansk und Balakleia zu zerschlagen, dauerten zwar noch bis Anfang März fort, führten aber nur zu Verlusten. In den Februartagen tobten zudem ständig Schneestürme und der Frost erreichte - 36 Grad.
Die in den frühen Tagen der sowjetischen Offensive durch die Heeresgruppe Süd begonnene Umgruppierung der deutschen Truppen wurde Ende Januar abgeschlossen. Dies ermöglichte es der Wehrmacht mit Gegenstößen zu beginnen. Die deutsche Kampfgruppe Hube (nach dem Kommandeur der 16. Panzerdivision), bestehend aus der 14. Panzerdivision und der 100. leichten Infanteriedivision (Gruppe Sanne) erreichte im Raum westlich von Konstantinowka erste Erfolge.

## Ergebnisse
Im monatelangen Kampf gelang es der Roten Armee, die Front zwischen Slawjansk und Balakleia über 100 km Breite zu durchbrechen und nach Westen einen Frontvorsprung mit einer Tiefe bis ca. 120 km zu schaffen. Den deutschen Gruppierungen an der Basis des Durchbruchs war es möglich, die Verteidigung bei Balakleija und Slawjansk durch herangeführte Reserven zu verstärken und erfolgreichen Widerstand zu leisten. Weil das deutsche Kommando im südlichen Teil der Front über keine strategischen Reserven verfügte, wurde die sowjetische Offensive nur anhand mehrerer Umgruppierungen innerhalb der Heeresgruppe Süd zurückgeschlagen.
Die sowjetischen Truppen setzten ihre Offensivversuche bis Anfang März fort, konnten jedoch die deutsche Verteidigung nicht mehr durchbrechen. Die Vorgaben, die vom Hauptquartier des Obersten Kommandos den Truppen der Südwest- und Südfront gestellt wurden, konnten nicht erfolgreich abgeschlossen werden. Der nördliche Teil des Barwenkowo-Frontvorsprungs unterstand infolge dem Kommandobereich der Südwestfront und der südliche Teil dem Kommando der Südfront. Die sowjetischen Truppen erbeuteten 658 Kanonen, 40 Panzer und gepanzerte Fahrzeuge, 843 Maschinengewehre, 331 Granatwerfer, 6013 Fahrzeuge, etwa 80.000 Granaten, 433 Wagen mit Munition und militärischer Versorgung, 2400 Fuhrwerke und 2800 Pferde.